# Yoshi
Yoshi（よし）は、日本の男性ケータイ小説家。ケータイ小説のはしりとなった『Deep Love』シリーズで知られており、『ケータイ小説の生みの親』『ケータイ小説のパイオニア』『モバイル文学の先駆者的存在』と称される。

## 経歴

### 2000年：ケータイサイトの立ち上げ
そして「願えばかなう」ということを証明し、伝えたいと思っています。
予備校の専任教員であった彼は、利益優先に傾いた組織と直属の上司との対立から35歳で脱サラ。その後、1年間は失業保険と米屋を営む姉夫婦を手伝う事で食いつないだ。NTTドコモのiモード対応の携帯電話を入手したとき、「これはテレビを越えるものになる」と衝撃を受ける。ケータイサイトの事業構想をはじめ、2000年1月1日に有限会社ザブンを設立した。
2000年当時はiモードに対応したカメラ付き携帯電話は販売されていなかったが、別の機器を使用する事で携帯電話内に写真を取り込むことは可能だった。Yoshiはケータイサイトを自ら立ち上げてプリクラの代わりとして使うことを思いついた。10万円で中古パソコンとデジタルカメラを購入し、毎日渋谷センター街で道を行く若者に「サイトを作るから写真を撮らせて」と声をかけた。この活動を3ヶ月続け、200人程の若い男女の写真を撮影する事に成功した。これらの写真に写真ごとにつけるメッセージが、後のサイトのコンテンツの1つとなった。
2000年5月に、ケータイサイト「Zavn」を立ち上げる。サイト立ち上げ当初は1日5〜10人程度しか閲覧者がいなかったが、渋谷センター街でサイトのURLを書いたビラを配り、2,000人以上の女子高生に名刺を配り宣伝した。サイトに掲載したデジタル写真が200人分に達した頃、サイトへのアクセス数は10万件を超えた。2000年7月に、渋谷センター街に事務所を設立。

### 2000年 - 2003年：作家デビュー、『Deep Love』シリーズ
人が何かを考える「きっかけ」作りとして、iモードによる携帯電話への連載小説の配信を開始する事にした。連載小説という形式を選択した理由は、当時のiモードの「文字しか配信できない」「1回に配信可能なデータ量は1,600文字（原稿用紙4枚分）」という技術的制約によるものである。
2000年5月より、週刊で『Deep Love アユの物語』を連載開始。17歳で援助交際を繰り返す主人公が、ひとつの出会いをきっかけに、傷つきながらも少しずつ心を取り戻り、愛を見つけ出していくという話である。2001年8月にシリーズ第2弾『Deep Love ホスト』、同年10月に第3弾『Deep Love レイナの運命』の配信開始。10代を中心に口コミで話題を集め、配信から3年後には2,000万アクセスを記録した。
Yoshiはzavnのメールマガジンを通して、読者に配信した小説をいずれ書籍化し、公式ショップを開き、映画も制作するという構想を明かしていた。手始めに、『Deep Love』各部の1章に相当する内容だけをzavnサイトに掲載し、残りを有償化した。読者からの「パケット代が高くつくから書籍で読みたい」という要望もあり、書籍化に踏み切った。2000年11月に文庫版『アユの物語』を出版し、ネット販売を行う。文庫版の反響は大きく、2001年8月にはハードカバー版を発行した。それから2カ月おきに、『ホスト』『レイナの運命』のハードカバー版が発行された。ハードカバー版の各書籍は通信販売で、3部合計で10万部を出荷した。なお、3部ともその内容を全く変えず、自費出版で書籍化された。ハードカバー版の発行と共に、読者が立ち寄れる「zavnショップ」を2001年10月に開いた。『Deep Love』の自費出版の成功後、いくつかの出版社から書籍販売の申し出があったものの、一般書籍化による全国販売の条件として表現内容の見直しを要求された。また、出版社が提示した予定発行部数は自費出版時の10万部には、遥かに及ばないものだった。出版社との交渉は上手く行かず、Yoshiは自ら出版社探しを行い、スターツ出版と契約を結んだ。
スターツ出版社内でも『Deep Love』に含まれる性的描写や暴力描写などの過激な表現を連載時と同じ原文のままで書籍として刊行する事に意見が分かれた。Yoshiはスターツ出版社の担当者に読者から届いたメールを読んでもらい、説得。これが決め手となり、原文のままの発行されることとなった。2002年12月に『Deep Love完全版 アユの物語』を出版。新たにサイドストーリーを加え、横書きで左開き、広い行間、大きな文字といったケータイメールを読んでいる様な感覚を書籍の体裁に取り込んだ。発売後、3ヶ月で発行部数10万部を突破した。2003年3月に『Deep Love完全版 第二部ホスト』、6月に『Deep Love完全版 第三部レイナの運命』『Deep Love特別版 パオの物語』が相次いで、刊行された。『Deep Love』シリーズは一般書籍売上ランキングの上位を維持し続け、2004年12月には250万部の出荷数を突破した。
2004年から2006年にかけて『別冊フレンド』で吉井ユウにより『アユの物語』『第二部ホスト』『第三部レイナの運命』、2006年に黒沢明世により『パオの物語』が漫画化。『第二部ホスト』は、『週刊ヤングマガジン』で『Deep Love〜ReAL』の題名でTetsuにより連載された。

#### 映画・ドラマ
Yoshiは、以前からの夢であった『Deep Love アユの物語』の映画化の企画を進めていた。まず、2002年5月にYoshi自身が監督・脚本を務めるzavn企画・センターフィールド株式会社制作によるビデオ版が公開された。主役とエキストラはZavnメルマガを通じて公募し、1,300名の応募の中からオーディションを行った。主人公のアユ役には相川みさおが抜擢された。VHS化された作品はZavnサイトとZavnショップで直接販売され、2004年9月までに2万本を売り上げた。
ビデオ版の経験を基に、スターツ出版とオリコンの製作協力を得て、映画版の制作も行われた。今回もYoshiが総監督・脚本・演出を務め、出演者もオーディションで選ばれた。アユ役は、1,600名の応募の中からファッションモデルの重泉充香が抜擢された。また、音楽プロデューサーとして川嶋あいを迎え入れた。Yoshiは映画公開に先立って、zavnに映画公開の「応援メール」を携帯電話から送信してもらい、そのメールアドレスのリストをもって全国の映画館への映画公開の交渉を行う「100万人応援メールプロジェクト」を行った。映画は2004年4月3日に公開された。
2004年10月から12月にかけてテレビ東京系全国6局ネットを通じてテレビドラマ版『Deep Love アユの物語』が放送された。主役には当時現役女子高校生だった岩佐真悠子が起用された。Yoshiは、ドラマの総監修とナレーターを務めた。

### 2004年 - 2005年：『「もっと、生きたい…」』『恋バナ』
2004年12月21日、スターツ出版より『「もっと、生きたい…」』を発表（初回出荷数は30万部）。同作は、『Deep Love』と同時期に『めいる』という題名でzavnサイトに連載されていた物語をもとに、大幅に加筆修正がされた作品である。発売から3週間で50万部を売り上げ、2005年には文芸書での全国書店売上第1位を獲得。『週刊ヤングジャンプ』で中祥人、『マーガレット』で安藤ゆきによって漫画化された。
2005年8月10日、初の書き下ろし恋愛小説『恋バナ 赤』『恋バナ 青』を発表。書籍は『赤』『青』合わせて、1ヶ月で売上部数100万部を突破した。同書には、倖田來未のシングル「flower」（作詞・Yoshi）が主題歌として起用された。書籍に主題歌がつくのは業界初の試みである。なお、シングルはオリコン週間チャートで最高4位を記録した。

### 2006年 - 2007年：『翼の折れた天使たち』『LAST LOVE』
2006年2月、書き下ろし小説『翼の折れた天使たち 空』『翼の折れた天使たち 海』を発表。同年2月にフジテレビで上戸彩、堀北真希、山田優、上野樹里が主演によりドラマ化された。4夜連続オムニバスドラマとして放送され、深夜放送にもかかわらず平均視聴率13%（関東地区、ビデオリサーチ調べ）を記録した。翌2007年にYoshiが新たに書き下ろした『星』を原作として石原さとみ、戸田恵梨香、加藤ローサ、香里奈主演でドラマ化された。
2007年3月、3年ぶりの長編小説『LAST LOVE』を発表。同年、田村正和、伊東美咲主演で映画化された。

### 2012-2013年：『新DeepLove』
公式ブログを2012年12月25日に開設。そして5年ぶりの作品発表。ブログ小説として『新DeepLove』を連載中。

## 作風
『Deep Love』シリーズを始め、援助交際をテーマにした作品が多い。

## 作品
- Deep Love
  - Deep Love Ayu's Love Story（2000年11月発行、ZAVN）自費出版　※最初に出版された文庫版
  - Deep Love アユの物語（2002年12月発行、スターツ出版）ISBN 4-88381-008-9
  - Deep Love ホスト （2003年5月発行、スターツ出版）ISBN 4-88381-013-5
  - Deep Love レイナの運命（2003年7月発行、スターツ出版）ISBN 4-88381-014-3
  - Deep Love特別編 パオの物語（2003年7月発行、スターツ出版）ISBN 4-88381-015-1
- Dear Friends リナ&マキ（2003年8月発行、スターツ出版）ISBN 4-88381-016-X
  - Dear Friends （2006年12月発行、講談社文庫）（改題）ISBN 4-06-275602-1
- 「もっと、生きたい…」(2004年12月発行、スターツ出版）ISBN 4-88381-032-1
- 恋バナ
  - 恋バナ 赤（2005年8月発行、スターツ出版）ISBN 4-88381-036-4
  - 恋バナ 青（2005年8月発行、スターツ出版）ISBN 4-88381-035-6
- 翼の折れた天使たち
  - 翼の折れた天使たち 海（2006年2月発行、双葉社）ISBN 4-575-23542-3
  - 翼の折れた天使たち 空（2006年2月発行、双葉社）ISBN 4-575-23541-5
  - 翼の折れた天使たち 星（2006年12月発行、双葉社）ISBN 4-575-23570-9
- LAST LOVE（2007年3月13日、講談社）ISBN 978-4-06-213912-0

## コミカライズ作品
- Deep Love アユの物語（画：吉井ユウ、連載：別冊フレンド、出版：講談社　全2巻）
- Deep Love ホスト（画:吉井ユウ、連載：別冊フレンド、出版：講談社　全2巻）
- Deep Love レイナの運命（画：吉井ユウ、連載：別冊フレンド、出版：講談社　全1巻）
- Deep Love パオの物語（画：黒沢明世、連載：TOKYO★1週間増刊「MOVE!」、出版：講談社　全2巻）
- Deep Love REAL（画：Tetsu、連載：週刊ヤングマガジン 2004年42号 - 2010年1号、出版：講談社　全19巻）
- Deep Love Again（画：久嘉めいら、連載：コミックDAYS 2018年9月9日 - 現在、出版：講談社 既刊2巻）

## 映像化作品

### 映画
- Deep Love アユの物語
- Dear Friends

### ドラマ
- Deep Love ～アユの物語～
- Deep Love ホスト
- 翼の折れた天使たち
- ラストラブ

### 自主制作ビデオ
- Deep Love ～アユの物語～
- Deep Love ホスト 沙羅の一日

## 提供作品

### 作詞
- day after tomorrow「Dear Friends」（avex trax、2003年12月17日）
  - PVの監督も担当。
- 倖田來未「flower」（rhythm zone、2005年8月10日）
  - 「恋バナ」の主題歌、CMソング。
- 神話「僕らの心には太陽がある」（コロムビアミュージックエンタテインメント、2006年6月14日）

## ラジオ出演
- Yoshi・人生を変えるラジオ(ニッポン放送、2003年10月 - 2004年3月)